# Palazzo della Zarzuela
Il Palazzo della Zarzuela è la residenza privata del re di Spagna a Madrid.

## Il nome della Zarzuela
Probabilmente il nome zarzuela deriva dall'abbondante presenza di rovi di more (in lingua spagnola "mora" si dice zarza). 

Altre ipotesi riguardano il fatto che nella zona si celebrarono le prime recite con musica, in una sorta di inconsapevole anticipazione di ciò che in Italia sarebbe stata definita opera. L'operetta spagnola fu chiamata così zarzuela, a causa del luogo in cui essa fu dapprima elaborata e celebrata. 
L'"Ippodromo de la Zarzuela", costruito nel XX secolo, deve il suo nome alla vicinanza del Palazzo. Nel 1856 si inaugurò inoltre il "Teatro de la Zarzuela", che prese il nome dalla suddetta forma musicale.

## Il Palazzo

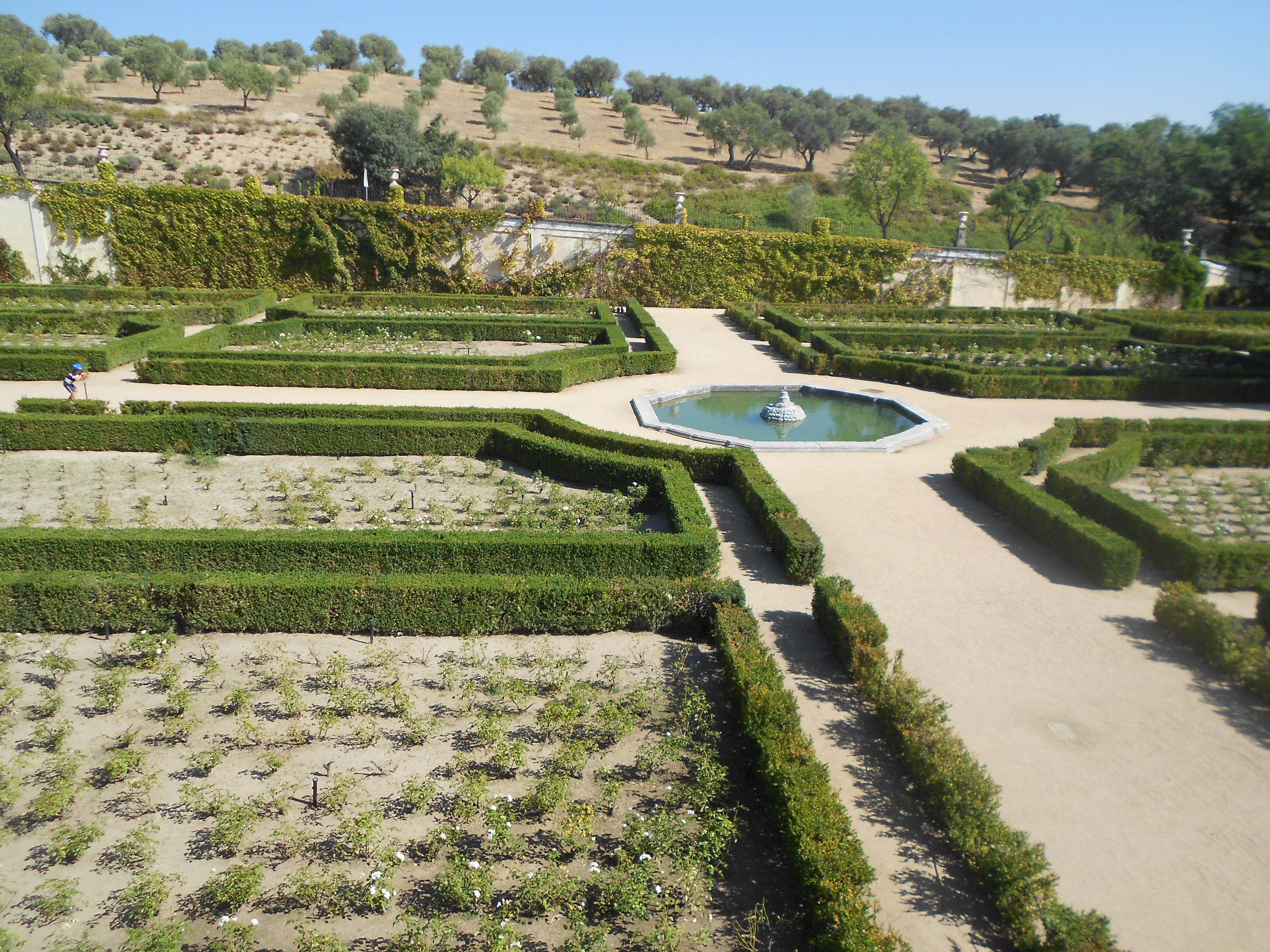
Parco del Palazzo de La Zarzuela

Anche se la residenza ufficiale è il Palazzo reale di Madrid, la Zarzuela è l'edificio dove risiedono il re e la regina. Esso si trova alla periferia di Madrid, a nord-ovest del centro, all'interno del Monte de El Pardo. Juan Carlos e sua moglie Sofia di Grecia risiedevano nel palazzo. Filippo VI e sua moglie Letizia, insieme alle loro figlie, risiedono invece nel Padiglione del Principe, una palazzina fatta costruire nella tenuta della Zarzuela dallo stesso re quando era ancora principe delle Asturie, da qui il nome, come sua residenza privata, essendo il palazzo della Zarzuela troppo piccolo per tutti i membri della famiglia.
Nel XVII secolo Filippo IV di Spagna ordinò la costruzione di un piccolo palazzo in un luogo chiamato "La Zarzuela", nei pressi di Madrid. Esso era costituito da un edificio rettangolare, con tetto in ardesia e due arcate laterali. Carlo IV modificò l'edificio per adeguarlo al gusto del XVIII secolo e lo adornò con tappezzerie e porcellane, oltre che con mobili e una magnifica collezione di orologi.